# كارل بيكر (إحصائي)
كارل بيكر (بالألمانية: Karl Becker)‏ هو إحصائي ألماني، ولد في 2 أكتوبر 1823 في Rodenkirchen ‏ في ألمانيا، وتوفي في 20 يونيو 1896 في برلين في ألمانيا.